# فرشتگان و شیاطین (رمان)
فرشتگان و شیاطین (به انگلیسی: Angels and Demons) نخستین رمان پرفروش دن براون است. ماجراهای این کتاب قبل از رمان رمز داوینچی رخ می‌دهد و در آن رابرت لانگدون، استاد نمادشناسی دانشگاه هاروارد، با همراهی دانشمندی زیبا و مرموز به نام «ویتوریا وترا»، در مورد ارتباط قتل یک فیزیکدان در سرن با یک گروه باستانی به نام اشراقیون و رابطه آنها با واتیکان تحقیق می‌کند که منجر به دفع یک توطئه توسط اشراقیون می‌شود که در نظردارند تا واتیکان را به هنگام جلسهٔ انتخاب پاپ منفجر کنند.
آن دو به کشفی نامعقول و ترسناک درون دخمه‌های مهر و موم شده، مقبره‌های خطرناک، کلیساهای متروک و اسرارآمیزترین سرداب روی زمین زدند: پناهگاه فراموش شده اشراقیون.

## داستان
لئوناردو وترا، یکی از فیزیک‌دانان برجسته سرن که موفق به کشف روش تولید پادماده شده بود، به قتل می‌رسد و سینه‌اش با یک نگاره واژگون‌خوان از واژهٔ «ایلومیناتی» داغ‌خورده است؛ گروهی ضد مذهبی باستانی که تصور می‌شد منقرض شده‌اند. ماکسیمیلیان کولر، مدیر سرن، دخترخواندهٔ لئوناردو به نام ویتوریا، و رابرت لنگدان، استاد دانشگاه هاروارد و متخصص نمادشناسی و تاریخ ادیان را برای کمک فرا می‌خواند. پس از تأیید اصالت نگاره، آن‌ها درمی‌یابند که یک محفظهٔ پادماده از آزمایشگاه لئوناردو دزدیده شده است؛ محفظه‌ای که باتری آن تا ۲۴ ساعت دیگر تمام خواهد شد و انفجار عظیمی به همراه خواهد داشت.
لنگدان و ویتوریا به واتیکان می‌روند، جایی که چهار پرِفِریتی (کاردینال‌هایی که از گزینه‌های اصلی پاپ بعدی هستند) به‌دست یک آدم‌کش ربوده شده‌اند. این آدم‌کش قصد دارد به دستور «یانوس»، رهبر ایلومیناتی، با محفظهٔ پادماده واتیکان را منفجر کرده و چهار کاردینال را نیز به قتل برساند.
با این باور که چهار کاردینال به‌صورت آیینی در چهار محراب «مسیر روشنایی» کشته خواهند شد، لنگدان و ویتوریا مجموعه‌ای از نشانه‌ها را در کلیساهای گوناگون رم دنبال می‌کنند. پس از یافتن دو کاردینال مرده (یکی خفه‌شده با خاک و دیگری با ریه‌های سوراخ‌شده)، در هنگام قتل سومین کاردینال با آدم‌کش روبه‌رو می‌شوند، اما در نجات او ناکام می‌مانند و محل حادثه به آتش کشیده می‌شود. آدم‌کش ویتوریا را می‌رباید. لنگدان نیز نمی‌تواند آخرین کاردینال را نجات دهد که در فوارهٔ چهار رودخانه غرق می‌شود. او در قلعه سنت آنجلو که کلیسای روشنایی نیز هست، با آدم‌کش مواجه می‌شود. لنگدان ویتوریا را آزاد می‌کند و آدم‌کش را از ارتفاعی زیاد به پایین پرت می‌کنند.
در همین حال، کولر برای رویارویی با کارلو ونترسکا، دستیار نزدیک پاپ فقید، وارد واتیکان می‌شود. ونترسکا که گمان می‌برد کولر همان یانوس است، با او به سوی کلیسای سن‌پیتر بازمی‌گردد، اما گارد سوئیس مداخله کرده و با شنیدن فریاد ونترسکا، به کولر شلیک می‌کنند. کولر پیش از مرگ، یک دوربین کوچک به لنگدان می‌دهد که رویارویی‌اش با ونترسکا را ضبط کرده است.
ونترسکا با محفظهٔ پادماده به سوی آسمان پرواز کرده و آن را در ارتفاعی امن منفجر می‌کند و با چتر نجات به سلامت فرود می‌آید. این رویداد که شبیه به معجزه‌ای به نظر می‌رسد، موجب می‌شود کاردینال‌ها دربارهٔ انتخاب ونترسکا به عنوان پاپ جدید گفت‌وگو کنند. در همین حال، لنگدان با دیدن ویدیو درمی‌یابد که خود ونترسکا همان یانوس است. او اعتراف می‌کند که پاپ را پس از آن‌که پاپ به داشتن فرزندی اعتراف کرد، با سم کشت. ونترسکا به تلاش‌های وترا برای آشتی‌دادن علم و دین اعتراض داشته و در پوشش یانوس، آدم‌کش را برای قتل وترا، سرقت پادماده و ربایش و قتل کاردینال‌ها استخدام کرده تا با این عملیات پرچم دروغین، کلیسای کاتولیک را متحد کرده و پیشرفت علمی را که ساخت پادماده را ممکن کرده، بی‌اعتبار کند.
کاردینال ساوریو مورتاتی، رئیس هیئت کاردینال‌ها، افشا می‌کند که ونترسکا در واقع پسر زیستی پاپ فقید است که از راه لقاح مصنوعی با یک راهبه به دنیا آمده است. ونترسکا که غرق در عذاب وجدان شده، بدنش را به روغن آغشته می‌کند و در برابر مردم در میدان سنت پیتر خود را به آتش می‌کشد. مورتاتی به اتفاق آرا از سوی کاردینال‌ها به عنوان پاپ جدید انتخاب می‌شود و لنگدان و ویتوریا در هتل برنینی دوباره به هم می‌رسند و شب را با هم می‌گذرانند. مورتاتی آخرین داغ‌نگارهٔ ایلومیناتی را برای پژوهش به لنگدان می‌سپارد، همراه با درخواست ضمنی برای نگهداری آن در وصیت‌نامهٔ نهایی‌اش.